# Elyra brevivittalis
Elyra brevivittalis là một loài bướm đêm trong họ Noctuidae.